# Староникольское сельское поселение
Староникольское сельское поселение — муниципальное образование в Хохольском районе Воронежской области.
Административный центр — село Староникольское.

## История
В 2011 году к Староникольскому сельскому поселению было присоединено Никольско-Еманчанское сельское поселение.

## Административное деление
В состав поселения входят четыре населённых пункта:
- село Староникольское
- хутор Албовский
- хутор Борок
- село Никольское-на-Еманче